# Eccrita brunnescens
Eccrita brunnescens là một loài bướm đêm trong họ Erebidae.